# Sylvia Cheeseman
Sylvia Cheeseman-Disley (née le 19 mai 1929 à Richmond) est une athlète britannique spécialiste du 100 mètres. Licenciée au Spartan, elle mesure 1,71 m pour 63 kg. Elle s'est mariée à John Disley.

## Carrière

### Palmarès
| Date | Compétition                  | Lieu     | Résultat | Épreuve                 | Performance  |
| ---- | ---------------------------- | -------- | -------- | ----------------------- | ------------ |
| 1946 | Championnats d'Europe        | Oslo     | 4e       | 4 × 100 mètres          | 48 s 7       |
| 1946 | Championnats d'Europe        | Oslo     | 5e       | 200 mètres              | 25 s 8       |
| 1950 | Jeux de l'Empire britannique | Auckland | 3e       | 110 — 220 — 110 y       | 50 s 0       |
| 1950 | Jeux de l'Empire britannique | Auckland | 2e       | 220 — 110 — 220 — 110 y | 1 min 17 s 5 |
| 1952 | Jeux olympiques d'été        | Helsinki | 3e       | 4 × 100 mètres          | 46 s 2       |

### Records
| Épreuve    | Performance | Lieu | Date |
| ---------- | ----------- | ---- | ---- |
| 100 mètres | 12 s 0      |      | 1954 |
| 200 mètres | 24 s 4      |      | 1949 |